# Stora Fåglagölen
Stora Fåglagölen är en sjö i Uppvidinge kommun i Småland och ingår i Alsteråns huvudavrinningsområde.